# Wiesbaden Codex

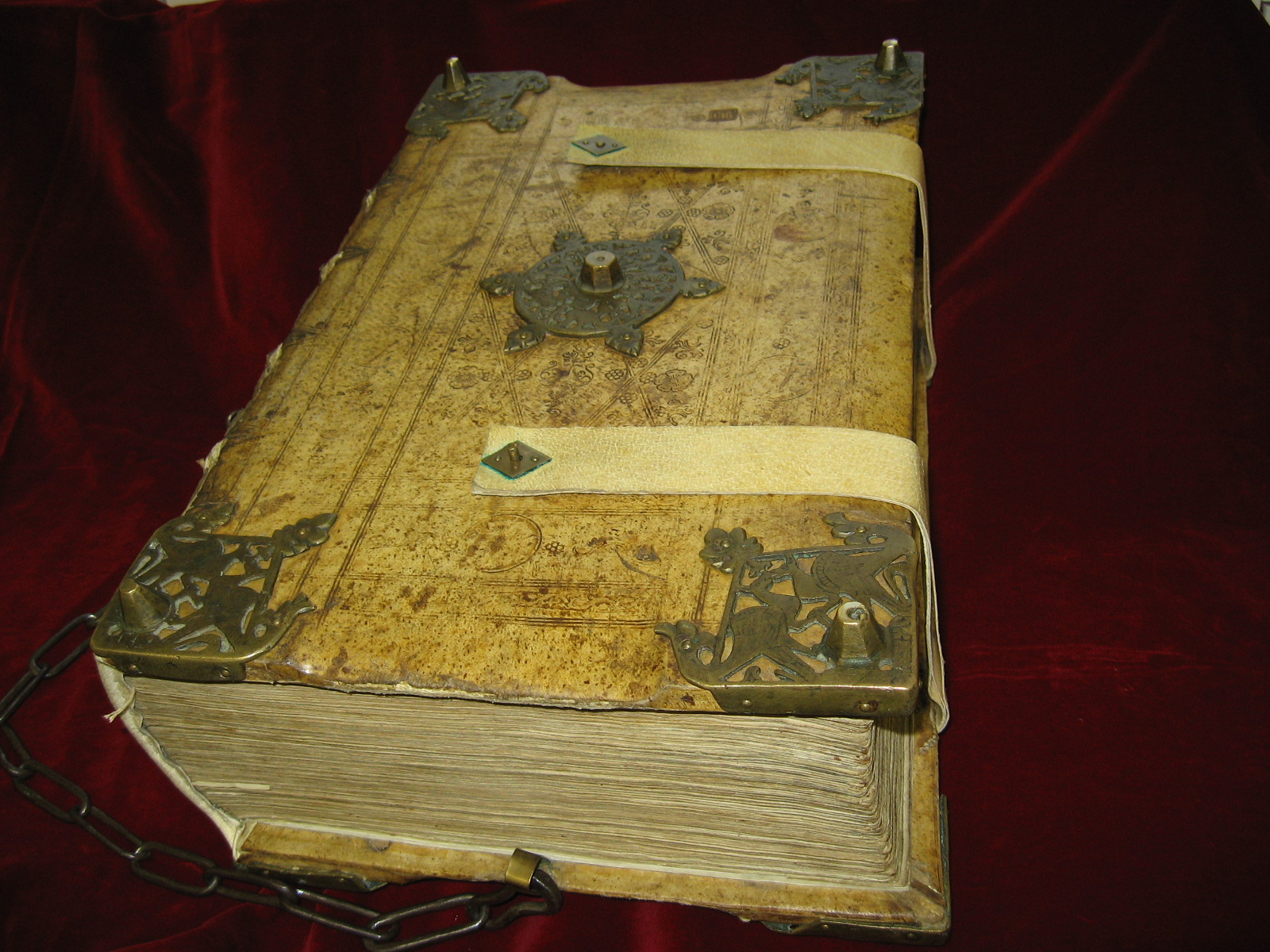
Riesencodex, Landesbibliothek Wiesbaden

De Wiesbaden Codex of de Rupertsberger Riesenkodex bevindt zich in de Landesbibliothek Wiesbaden, het bevat de verzamelde werken van Hildegard van Bingen.
De codex weegt 15 kg, het formaat is 30 × 45 cm en telt 481 vellen perkament. Het werk werd gemaakt aan het einde van de 12e eeuw  in het klooster Rupertsberg bij Bingen am Rhein en is waarschijnlijk begonnen tijdens het leven van Hildegard, die abdis van het klooster was. Verschillende kopiisten waren betrokken bij de totstandkoming van de codex, onder anderen Hildegards laatste secretaris Guibert-Martin van Gembloers, benedictijner monnik van de Abdij van Gembloers.
De codex bevat een uitgebreide verzameling van haar brieven. Het enige deel van haar werk dat ontbreekt in de codex zijn haar medische geschriften, die mogelijk nooit in een voltooide vorm hebben bestaan.
Na de Tweede Wereldoorlog werd de codex, die in Dresden bevond, in 1947 door de Sovjets in beslag genomen. Dankzij de bemiddeling van historicus Margarete Kühn kon het werk terug bemachtigd worden, dankzij een ruil met andere waardevolle boeken.